# La Bouteille d'anis del Mono

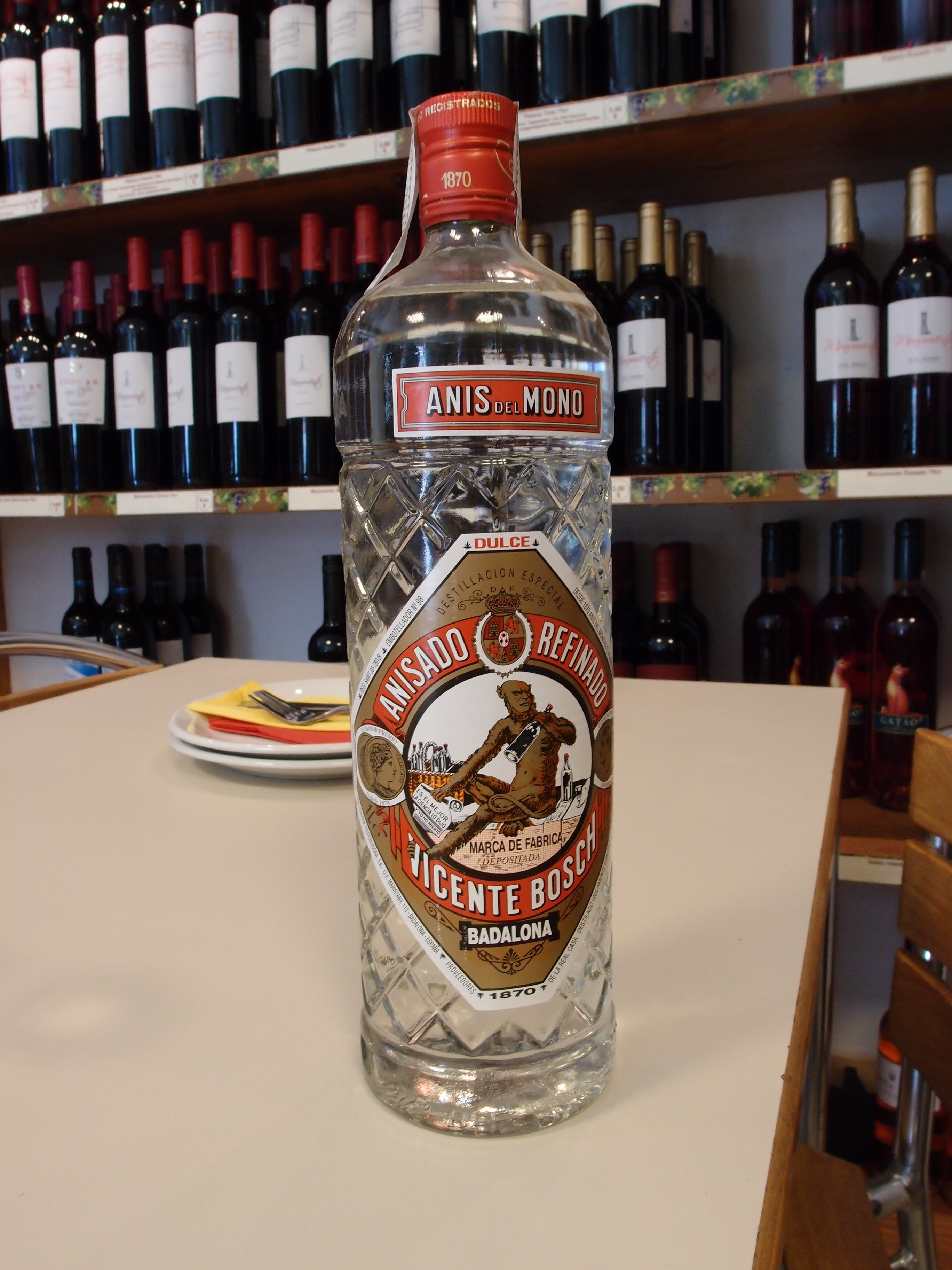
Bouteille d'Anís del Mono

La Bouteille d'anis del Mono – ou Nature morte à la bouteille de liqueur  – est un tableau réalisé par le peintre espagnol Pablo Picasso en août 1909 à Horta de Sant Joan. Cette huile sur toile est une nature morte cubiste représentant une bouteille d'Anís del Mono. Elle est conservée au Museum of Modern Art, à New York.

## Expositions
- Le Cubisme, Centre national d'art et de culture Georges-Pompidou, Paris, 2018-2019.